# Ansonia glandulosa
Ansonia glandulosa és una espècie de gripau que viu a Indonèsia.
Es coneix només per l'holotip recollit al sud de Sumatra, d'on se suposa que l'espècie és endèmica i es dubta si algunes observacions de gripaus en altres llocs de l'illa assignades a altres espècies del mateix gènere podrien correspondre a aquesta.
Degut a aquesta manca de dades se sap poc de la seva biologia, però donat que l'espècimen conegut fou recollit en un bosc tropical plujós de terra baixa prop d'un rierol a l'estació de les pluges, se suposa que viu en aquests boscos i cria en aquests rierols (cosa que no seria gaire diferent del que fan altres gripaus del mateix gènere).